# Kneipp-Journal
Das Kneipp-Journal „aktiv & gesund“ (ehemals: Kneipp-Blätter) ist die Zeitschrift des Kneipp-Bund e. V., Bundesverband für Gesundheitsförderung und Prävention. Das Kneipp-Journal wird vom Kneipp-Bund herausgegeben und erscheint monatlich im Kneipp-Verlag – 10-mal im Jahr mit zwei Doppelausgaben.
Gemäß IVW 4/2024 erreicht das Kneipp-Journal eine verbreitete Auflage von  Exemplaren. Leser sind die Mitglieder des Kneipp-Bund e. V. und Abonnenten. Seit Januar 2019 gibt es das Kneipp-Journal auch als App.

## Inhalt
Im Kneipp-Journal werden verschiedene Krankheitsbilder und die entsprechenden Präventionsmöglichkeiten populärwissenschaftlich dargestellt. Daneben bietet das Kneipp-Journal Beiträge zu aktuellen Forschungsergebnissen, Trends für Sport und Bewegung sowie Tipps zur Stressbewältigung, Ernährung und Naturheilverfahren.

## Geschichte
Die ersten Kneipp-Blätter erschienen noch zu Lebzeiten Sebastian Kneipps  im Jahr 1891. In den Kriegsjahren konnten die Kneipp-Blätter nicht erscheinen, so dass erst 1948 ein „Nachrichtenblatt zur Sammlung der Kneipp-Freunde“ und ab April 1949 wieder die Kneipp-Blätter erschienen. 2003 wurden die Kneipp-Blätter in Kneipp-Journal umbenannt.